# Cải ngọt

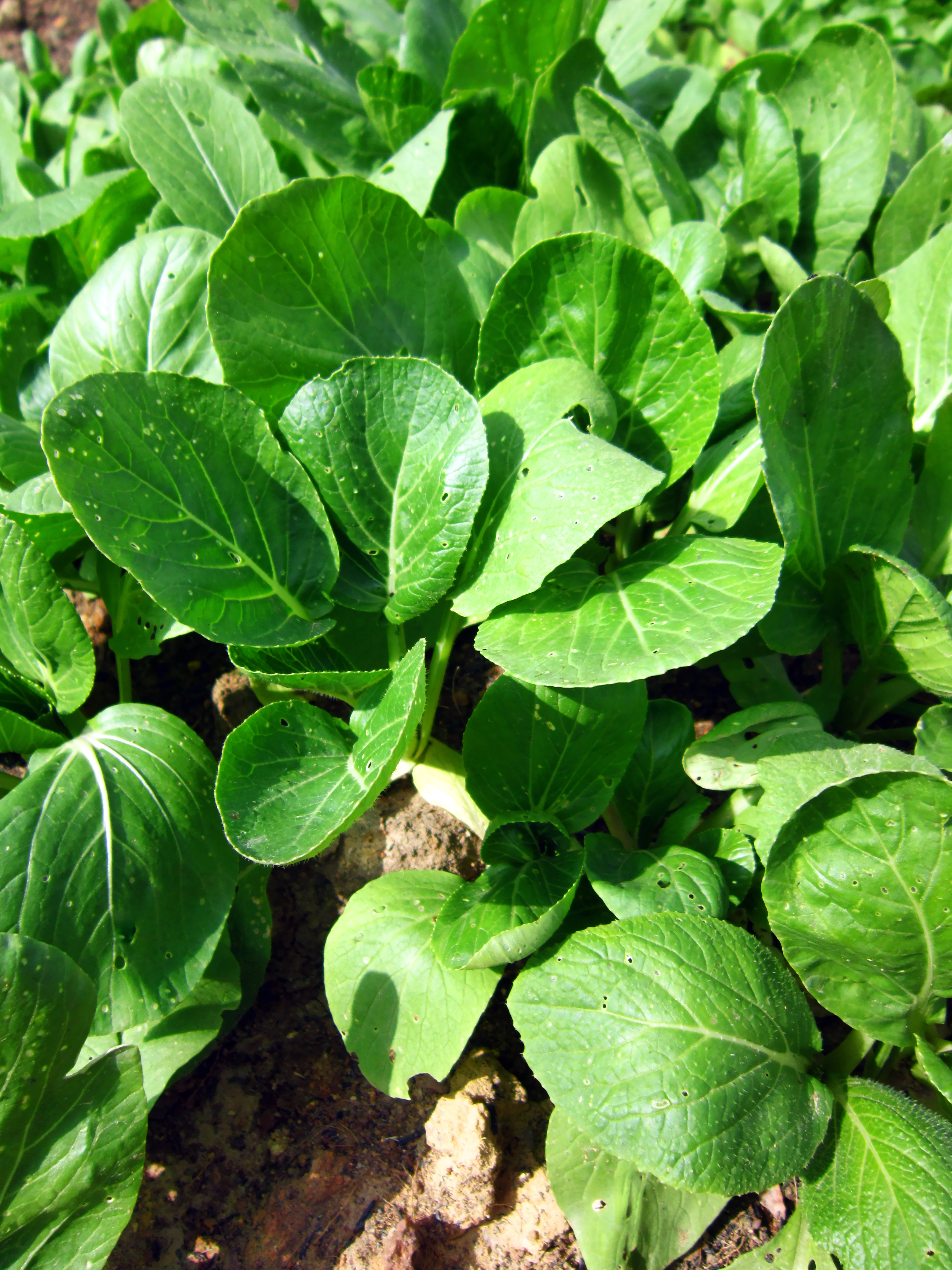
Cải ngọt

Cải ngọt có tên khoa học là Brassica integrifolia, thuộc Họ Cải (Brassicaceae), thường được trồng để dùng làm rau ăn.

## Mô tả
Cải ngọt có nguồn gốc từ Ấn Độ, Trung Quốc. Cây thảo, cao tới 50 - 100 cm, thân tròn, không lông, lá có phiến xoan ngược tròn dài, đầu tròn hay tù, gốc từ từ hẹp, mép nguyên không nhăn, mập, trắng trắng, gân bên 5 - 6 đôi, cuống dài, tròn. Chùm hoa như ngù ở ngọn, cuống hoa dài 3 – 5 cm, hoa vàng tươi, quả cải dài 4 – 11 cm, có mỏ, hạt tròn. Cải ngọt được trồng quanh năm, thời gian sinh trưởng

## Sử dụng
Ở Việt Nam, cải ngọt thường được chế biến thành các món ăn như cải ngọt xào thịt, canh cải ngọt nấu tôm, rau cải ngọt luộc chấm xì dầu, cải ngọt xào thịt bò, cải ngọt xào chân gà..., làm lẩu cá, lẩu thịt.
Chú ý khi dùng: 
- Nên chọn mua cải lá nguyên vẹn, xanh tươi, cuống thẳng, non. Mắt lá sáng bóng, thẳng nhọn, có sức căng.
- Rau khi rửa sạch và thái rau cải, phải nấu ngay, nếu để quá lâu rau sẽ bị mất chất dinh dưỡng. Nếu ăn rau còn thừa tốt nhất nên đổ đi vì nếu để lâu bạn sẽ ăn phải chất muối axit nitrat là chất gây ung thư 

## Chất dinh dưỡng
Cải ngọt có chất aibumin, chất đường, vitamin B9, axít bốc hơi, axít pamic, coban, iod. Rễ và lá có nhiều chất kiềm thúc đẩy sự tiêu hoá, thúc đẩy cơ thể tiếp thu aibumin bảo vệ gan, chống mỡ trong gan.
Theo nghiên cứu, thì trong 100 g cải có chứa: 1,1 g protein; 0,2 lipid; 2,1 g cacbohidrat; 61 mg calci; 37 mg phosphor; 0,5 mg sắt; 0,01 mg caroten; 0,02 thiamin (B1); 0,04 mg ribopalavin (B2); 0,3 mg niaxin (B3); 20 mg axit ascorbic (C).

## Dược lý
Theo Đông y, cải ngọt tính ôn, có công dụng thông lợi trường vị, làm đỡ tức ngực, tiêu thực hạ khí,...có thể dùng để chữa các chứng ho, táo bón. Ngoài ra, ăn nhiều cải còn giúp cho việc phòng ngừa bệnh trĩ, ung thư ruột kết, ung thư gan và kết hợp điều trị bệnh ung thư và xơ cứng gan.